# Órgano intromitente
Un órgano intromitente es un término general para referirse a un órgano externo de un organismo macho que está especializado para entregar esperma durante la cópula. Los órganos intromitentes se encuentran más a menudo en especies terrestres, en tanto la mayoría de especies acuáticas no mamíferas fertilizan sus huevos externamente, si bien hay excepciones. Para muchas especies en el reino animal, el órgano intromitente masculino es un sello distintivo de fertilización interna.

## Especies con órganos intromitentes

### Invertebrados

#### Moluscos
Los cefalópodos machos tienen un tentáculo especializado, el hectocotylus, que es insertado en la cavidad del manto de la hembra para liberar un espermatóforo durante la cópula. En algunas especies, el hectocotylus se rompe dentro de la cavidad del manto de la hembra, mientras que en otras, puede usarse de manera repetida para copular con diferentes hembras.

#### Arácnidos
En las arañas, los órganos intromitentes son los pedipalpos masculinos, si bien estos no son órganos principalmente sexuales, sino que sirven como órganos indirectos de apareamiento; en los machos, los pedipalpos tienen puntas huecas en forma de maza, a menudo de compleja anatomía interna. Los machos sexualmente maduros típicamente depositan su semen en una estera de seda especialmente tejida y luego succionan la emisión al interior de sus pedipalpos. Durante el apareamiento, los machos insertan las aberturas de los pedipalpos a su vez en el epiginio, la estructura genital externa femenina.[cita requerida]
Entre la orden Solifugae, la transferencia de esperma es también indirecta; los machos depositan un espermatóforo en el suelo, lo recogen en sus quelíceros y luego lo insertan en la abertura genital de la hembra.
En los Opiliones, los machos tienen una estructura llamada pene, que no está presente en otros arácnidos.

#### Milpiés
En la mayoría de milpiés, la transferencia de esperma se lleva a cabo por medio de uno o dos pares de patas modificadas llamadas gonópodos, que se encuentran a menudo en el séptimo segmento del cuerpo. Durante el apareamiento, los machos doblan sus cuerpos para recoger un espermatóforo del poro genital de su tercer segmento y lo insertan en el cuerpo de la hembra. Los gonópodos varían enormemente entre los milpiés, razón por la cual se usan a menudo para identificar especies.

#### Insectos
Los insectos machos poseen un edeago, cuya función es directamente análoga a la del pene en vertebrados. Algunos insectos también tienen pterigopodios. Las polillas macho tienen un órgano adicional que recibe el nombre de yuxta, y que sostiene el edeago. Con todo, estas son generalizaciones, y los genitales de los insectos varían enormemente en términos de anatomía y aplicación. Por ejemplo, en algunos insectos, de manera más notable los Cimicidae (p. ej., las chinches de cama) y algunos Strepsiptera, se encuentra la llamada inseminación traumática, en la que el órgano intromitente perfora la pared abdominal y el semen se deposita dentro del hemocele.

### Vertebrados

#### Peces

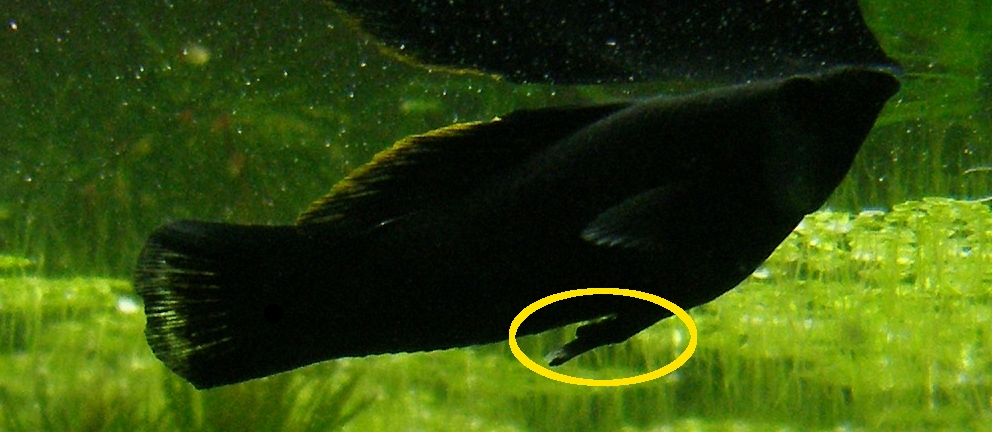
Gonopodio de un molly negro (Poecilia sphenops).

En los machos de Chondrichthyes (tiburones y rayas), así como en los ahora extintos placodermos, las aletas pélvicas tienen pterigopodios especializados. Durante la cópula, se inserta un pterigopodio en la cloaca de la hembra y el cuerpo del macho expulsa el esperma a través de un surco hacia la hembra.
Los miembros de la familia Poeciliidae (p. ej., la gambusia) son peces pequeños que dan a luz crías vivas. En los machos, la aleta anal tiene la forma de un órgano estriado en forma de varilla llamado gonopodio que se usa para impregnar a las hembras con lecha durante el apareamiento.

#### Tetrápodos
En lagartos y serpientes, los machos poseen hemipenes pares, cada uno de los cuales suele tener estrías que permiten el transporte de esperma y son espinosos o ásperos en la punta para permitir un acople firme con la hembra. Para ponerse erecto, un hemipene se evagina (se vuelve del revés) a través de acción muscular y congestión sanguínea. Solo se inserta uno a la vez en la cloaca de las hembras. En reptiles, el falo tiene un surco abierto en lugar de un tubo uretral cerrado.
En algunas tortugas, cocodrilos, algunas aves y en todos los mamíferos, los machos poseen un pene centrado a lo largo de la línea media del cuerpo. Durante la cópula, el pene se pone erecto gracias a congestión sanguínea o de linfa, si bien en muchos animales contiene también una estructura de soporte rígida o incluso ósea. Cuando no está en uso, el tejido blando del pene suele estar flácido y, dependiendo de la especie, puede retraerse al interior del cuerpo. La anatomía penil varía mucho dependiendo de la especie. No obstante, el pene evolucionó solo una vez en la historia evolutiva de los amniotas. En las cecilias macho, el órgano intromitente recibe el nombre de falodeo.

##### Mamíferos

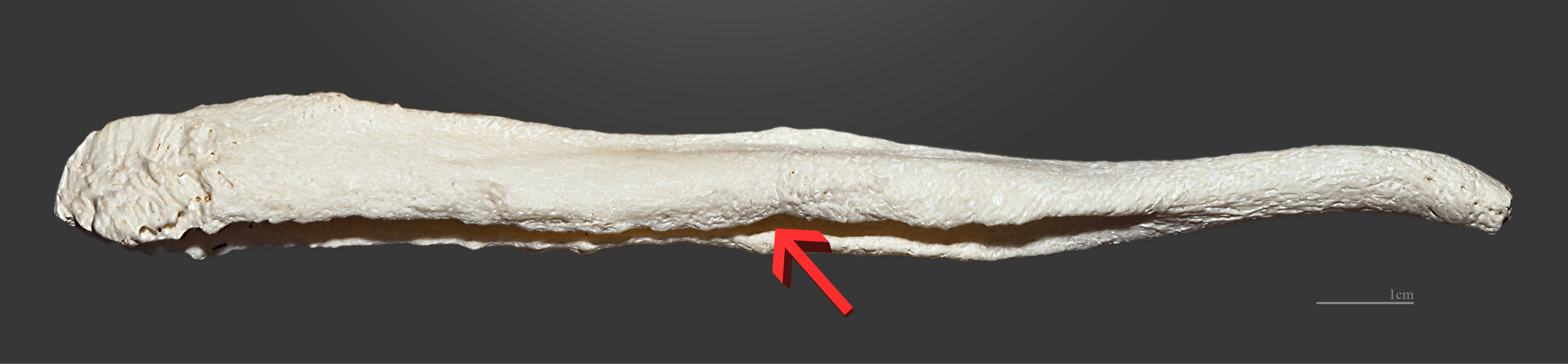
Báculo de un perro (Canis lupus familiaris).

Todos los mamíferos machos tienen pene. Insectívoros, murciélagos, roedores, carnívoros y la mayoría de primates (pero no los seres humanos) tienen un hueso peneano llamado báculo u os penis que endurece el pene de manera permanente. Durante la cópula, la sangre hincha el pene ya rígido, resultando en una erección completa.
Los penes de la orden monotrema son diversamente inusuales; los ornitorrincos machos tienen un pene con una punta de dos lóbulos (bífido), si bien todo el cuerpo del pene se inserta durante el apareamiento, posiblemente para involucrar ambas ramas uterinas, mientras que el pene de las equidnas tiene de hecho cuatro cabezas, solo dos de las cuales funcionan a la vez. Tanto los monotremas como los topos marsupiales son los únicos mamíferos con penes internos, localizados en la pared cloacal en lugar de fuera de ella como en los demás mamíferos.
La mayoría de penes de los marsupiales son diversamente bifurcados o divididos en dos de manera tal que se asemejan a los hemipenes; en diferentes especies de marsupiales sus formas son lo suficientemente características como para ser de importancia taxonómica.

##### Aves
Si bien las aves se reproducen por fecundación interna, el 97% de los machos carece del todo de un órgano intromitente funcional. Para el 3% de las aves que tienen un órgano intromitente, la cópula ocurre a través de una inserción breve del órgano masculino en la vagina antes de la eyaculación. Alternativamente, en el caso de la gran mayoría de aves (un grupo que comprende casi 10,000 especies), la transferencia de esperma ocurre por contacto cloacal entre macho y hembra, en una maniobra llamada a veces «beso cloacal». Las aves son uno de los únicos grupos que se reproducen por medio de fertilización interna pero han repetidamente perdido el órgano intromitente.
En los avestruces machos hay un pene de forma cónica que es más ancho en la base.
Se sabe de la presencia de un órgano intromitente funcional en la mayoría de especies de Paleognathae y Anseriformes. Los anseriformes (aves acuáticas) son un grupo que ha atraído interés investigativo particular dada la alta variabilidad en la morfología de sus órganos intromitentes. Los órganos intromitentes de las aves acuáticas varían enormemente en longitud, y se caracterizan a menudo por elaboraciones superficiales (tanto espinas como estrías) y sus formas, a veces, en espiral en sentido contrario a las agujas del reloj. Los patos machos tienen un pene que se enrolla a lo largo de la pared ventral de la cloaca cuando está en estado de flacidez y que puede adoptar una forma espiral elaborada en erección. La variación en los órganos intromitentes de las aves acuáticas probablemente se deba a una «carrera armamentística» intersexual resultante de un sistema de apareamiento en el que son frecuentes las cópulas extra pareja forzadas.